# Ruder-Bundesliga
Die Ruder-Bundesliga (RBL) ist eine Rennruderserie für Achter in Deutschland (vollständiger Name zwischen 2013 und 2015 nach dem Hauptsponsor PRODYNA Ruder-Bundesliga). Von 2009 bis 2016 veranstaltete die Ruder-Event GmbH & Co. KG in Kooperation mit dem Deutschen Ruderverband die 1. Frauen-Ruder-Bundesliga und die 1. und 2. Männer-Ruder-Bundesliga. Seit der Saison 2017 ist der Deutsche Ruderverband der Hauptveranstalter. Der Deutsche Ligachampion wird über Sprintdistanzen von 350 m an fünf bis sechs Rennwochenenden ermittelt.

## Idee
Die Ruder-Bundesliga soll dem deutschen Rudersport verlorengegangene Präsenz in der Öffentlichkeit zurückbringen. Nachdem das öffentliche Interesse am Rudern in den letzten Jahrzehnten stark abgefallen ist und der Deutsche Ruderverband starke Einbrüche in den jugendlichen Altersklassen zu verzeichnen hatte, wurde nach einem zukunftsfähigen Veranstaltungskonzept für Ruderregatten in der deutschen Sportlandschaft gesucht. Da Anfang des Jahrtausends vereinzelte Sprintruderregatten, insbesondere für Achtermannschaften, besseren Zuspruch bei Vereinen wie Zuschauern fanden, entstand die Idee, eine einheitliche Rennserie für die Bootsklasse Achter an mehreren Standorten zu entwickeln und durchzuführen.
Die Initiative für dieses Ligaprojekt geht zurück auf die Organisatoren Arne Simann und Nils Budde, die im Jahr 2007 in Ratzeburg eine Sprintregatta für Achter, den Buss-Capital Achter-Sprintcup, ausrichteten.

## Ligabetrieb

### Lizenzierung der teilnehmenden Mannschaften
Voraussetzung zur Meldung einer Mannschaft zur Ruder-Bundesliga ist der entgeltliche Erwerb einer Lizenz als Startberechtigung für die betreffende Saison. Die startenden Vereine erkennen die Lizenzordnung der Ruder-Bundesliga verpflichtend an.

### Saisonablauf
Die Ruder-Bundesliga wird an den verschiedenen Standorten mit denselben Rudervereinen nach identischem Modus ausgetragen. Unüblich für den Rudersport verpflichten sich die Rudervereine mit Anerkennung des Lizenzvertrages ihre Achtermannschaften auf allen Regatten der Ruder-Bundesliga-Saison verbindlich teilnehmen zu lassen. An jedem Rennwochenende werden die ersten drei Boote jeder Liga mit Medaillen geehrt, der Sieger erhält zusätzlich einen Pokal. Auf Grundlage dieser Punktgewinne der Mannschaften wird am Ende der Rennwochenenden die Tabelle der Ruder-Bundesliga erstellt. Der Tabellenführer nach dem letzten Regattawochenende gewinnt den Titel Deutscher Ligachampion.

### Ausrichter
Potenzielle Ausrichter bewerben sich jährlich beim Deutschen Ruderverband um die Ausrichtung der Bundesliga-Rennen und schließen gegebenenfalls einen Ausrichtervertrag mit selbigen ab. Das Rahmenprogramm zum Rennbetrieb sowie die Bereitstellung des Albano-Systems (Bojenketten-System) und der Wettkampfrichter liegt im Aufgabenbereich der Ausrichter.
Mit dem Ziel, die Entwicklung des Rudersports in allen Regionen des Bundesgebiets gleichermaßen zu fördern, wird grundsätzlich angestrebt, die Austragungsorte gleichmäßig über das Bundesgebiet zu vergeben, sofern die Rahmenbedingungen für die Ausrichtung erfüllt sind.

### Modus
An jedem Rennwochenende rudern die Achter jeder Liga in einem Zeitfahren, in dem alle Mannschaften die Distanz gegen die Uhr absolvieren. Nach den Ergebnissen dieser sogenannten Time-Trials werden die Paarungen für die folgenden Achtelfinals gesetzt. Die Endrunde besteht aus Achtel-, Viertel-, Halb- und Finalrennen, die im K.-o.-System ausgetragen werden. Jede Platzierung wird ausgefahren, um den Mannschaften Punkte zuteilen zu können. Der Sieger eines Rennwochenendes gewinnt 16 Punkte, jedes weiter platzierte Boot einen Punkt weniger. Aus der Addition der gewonnenen Punkte jedes Vereinsbootes an den Rennwochenenden resultieren die Tabellenstände in den einzelnen Ligen.

## Ergebnisse und Deutsche Ligachampions
| Jahr | Männer                                                          | Frauen                                                                                       |
| ---- | --------------------------------------------------------------- | -------------------------------------------------------------------------------------------- |
| 2009 | Crefelder Ruder-Club 1883                                       | Hamburger Alsterachter (Ruder-Gesellschaft Hansa Hamburg)                                    |
| 2010 | Crefelder Ruder-Club 1883                                       | Hamburger Alsterachter (Ruder-Gesellschaft Hansa Hamburg)                                    |
| 2011 | Crefelder Ruder-Club 1883                                       | Hamburger Alsterachter (Ruder-Gesellschaft Hansa Hamburg)                                    |
| 2012 | Crefelder Ruder-Club 1883                                       | Crefelder Ruder-Club 1883                                                                    |
| 2013 | Crefelder Ruder-Club 1883                                       | Crefelder Ruder-Club 1883                                                                    |
| 2014 | Crefelder Ruder-Club 1883                                       | Crefelder Ruder-Club 1883                                                                    |
| 2015 | Crefelder Ruder-Club 1883                                       | Ruderverein Rauxel 1922                                                                      |
| 2016 | Crefelder Ruder-Club 1883                                       | Melitta-Achter Minden „Team Red“ (Bessel-Ruder-Club Minden/Ruderverein Münster von 1882)     |
| 2017 | Crefelder Ruder-Club 1883                                       | Melitta-Achter Minden „Team Red“ (Bessel-Ruder-Club Minden/Ruderverein Münster von 1882)     |
| 2018 | Hauptstadtsprinter DWB-HOLDING (Ruder-Union Arkona Berlin 1879) | Havel-Queen-Achter (Ruder-Club Potsdam/Ruder-Club Tegel 1886/Ruder-Union Arkona Berlin 1879) |
| 2019 | Hauptstadtsprinter DWB-HOLDING (Ruder-Union Arkona Berlin 1879) | Havel-Queen-Achter (Ruder-Club Potsdam/Ruder-Club Tegel 1886/Ruder-Union Arkona Berlin 1879) |
| 2020 | Saison aufgrund der COVID-19-Pandemie abgesagt                  | Saison aufgrund der COVID-19-Pandemie abgesagt                                               |
| 2021 | Münster-Achter (Ruderverein Münster von 1882)                   | Banner Wiking Linz                                                                           |
| 2022 | Münster-Achter (Ruderverein Münster von 1882)                   | Havel-Queen-Achter (Ruder-Club Tegel 1886/Ruder-Union Arkona Berlin 1879)                    |
| 2023 | autosen Buderus Sprintteam Mülheim (WSV Mülheim)                | Havel-Queen-Achter (Ruder-Union Arkona Berlin 1879)                                          |
| 2024 | autosen Buderus Sprintteam Mülheim (WSV Mülheim)                | Havel-Queen-Achter (Ruder-Union Arkona Berlin 1879)                                          |

### Saison 2009
In der 1. Ruder-Bundesliga der Männer starteten 16 Achter, in der 2. Ruder-Bundesliga 11 Ruderboote. Für die 1. Frauen-Ruder-Bundesliga wurden acht Bundesliga-Lizenzen an Vereine erteilt. In der Saison 2009 wurden Rennwochenenden in Münster, Ratzeburg, Castrop-Rauxel, Hannover, Leer und Krefeld ausgetragen. Die erstmalige Einteilung der Ligen fand durch ein Zeitfahren mit drei Versuchen pro Mannschaft am ersten Rennwochenende der RBL statt. Die schwächste gefahrene Zeit einer jeden Mannschaft fiel als Streichergebnis aus der Wertung. Aus der Summe der zu wertenden Zeiten wurde eine Rangfolge erstellt, welche die ersten 16 Mannschaften zum Start in der ersten Liga berechtigte.
„Deutscher Ligachampion“ der Männer wurde der Crefelder Ruder-Club 1883, „Deutscher Ligachampion“ der Frauen der Hamburger Alsterachter. Neben den Siegerpokalen wurden als Siegprämie in der 1. Ruder-Bundesliga der Männer ein Zweier ohne Steuermann, in der 1. Liga der Frauen ein Renneiner ausgeschüttet.

### Saison 2010
In der Saison 2010 fanden Renntage in Frankfurt am Main (15. Mai), Castrop-Rauxel (19. Juni), Krefeld (10. Juli), Hamburg (24. Juli), Hannover (14. August) und Münster (4. September) statt. Statt Rennwochenenden wurden jetzt grundsätzlich nur noch eintägige Veranstaltungen durchgeführt. Die 2. Bundesliga der Männer war in dieser Saison mit 17 Mannschaften überbelegt, in der 1. Bundesliga der Frauen starteten 12 Mannschaften.
Deutscher Liga Champion wurden erneut bei den Männern der Crefelder Ruder-Club 1883 und bei den Frauen der Hamburger Alsterachter.

### Saison 2011
In der Saison 2011 wurden erstmals nur fünf Renntage für die Bundesligawertung ausgetragen: Frankfurt am Main (4. Juni), Münster (9. Juli), Hannover (6. August), Hamburg (27. August), Krefeld (3. September). Deutscher Ligachampion wurden der Hamburger Alsterachter bei den Frauen und der Crefelder Ruder-Club 1883 bei den Männern.

### Saison 2012
Die fünf Austragungsorte der Saison 2012 waren Rüdersdorf bei Berlin (15. bis 17. Juni), Bitterfeld, Duisburg, Münster und Hamburg. Erstmals gab es in diesem Jahr auch je eine Liga für Junioren und eine für Juniorinnen. Der Titel „Deutscher Ligachampion“ wurden sowohl bei den Männern als auch bei den Frauen durch die Achter des Crefelder Ruder-Club 1883 gewonnen.

### Saison 2013
Die fünf Austragungsorte der Ligasaison 2013 waren:
- Frankfurt am Main (11. Mai)
- Rüdersdorf bei Berlin (8. Juni 2013)
- Duisburg (3. August) (+ Junior-Bundesliga)
- Kassel (17. August) (+ Junior-Bundesliga)
- Hamburg (14. September)

Deutscher Liga-Champion wurde sowohl bei den Männern als auch bei den Frauen der Crefelder Ruder-Club 1883.

### Saison 2014
2014 gab es wieder fünf Renntage:
- Frankfurt am Main (31. Mai)
- Dortmund (21. Juni)
- Rüdersdorf bei Berlin (2. August)
- Münster (17. August)
- Hamburg (14. September)

Auch die Saison 2014 wurde wieder vom Crefelder Ruder-Club 1883 dominiert, der sowohl bei den Männern als auch bei den Frauen den Liga-Champion stellte. Bei den Männern ruderten 24 Mannschaften in 2 Ligen, bei den Frauen 12 Mannschaften in einer Liga.

### Saison 2015
Für die Saison 2015 haben 28 Männerachter (vier mehr als im Vorjahr) und 11 Frauenachter (einer weniger als im Vorjahr) gemeldet. Insgesamt werden somit 39, also drei Mannschaften mehr als in der letzten Saison antreten.
Die fünf Austragungsorte der Ligasaison 2015 werden sein:
- Frankfurt am Main (16. Mai) ist zum dritten Mal nach 2013 und 2014 Austragungsort für den ersten Renntag.
- Hannover (13. Juni) ist nach einer mehrjährigen Pause auch wieder Austragungsort der Ruderbundesliga.
- Münster (18. Juli) mit der Aaseearena hat sich in den letzten Jahren als Austragungsort bewährt.
- Leipzig (15. August) ist 2015 erstmal Austragungsort der Ruderbundesliga und somit einziger Neuling in dieser Saison.
- Hamburg (12. September) ist wie in den letzten Jahren auch Austragungsort des Ligafinales.

### Saison 2016
In der 8. Saison der Ruderbundesliga traten 33 Achter in der Ruder-Bundesliga an, davon 11 Frauenachter. Neu war dabei, dass die 1. Liga der Männer auf 8 Boote verkleinert wurde. Die fünf Renntage fanden statt in:
- Frankfurt am Main (28. Mai)
- Münster (18. Juni)
- Hamburg (9. Juli)
- Leipzig (27. August)
- Berlin (17. September)

### Saison 2017
In der 9. Saison der Ruderbundesliga fanden die fünf Renntage statt in:
- Frankfurt am Main (27. Mai)
- Hamburg (17. Juni)
- Münster (8. Juli)
- Leipzig (19. August)
- Berlin (16. September)

### Saison 2018
- Frankfurt am Main (12. Mai)
- Werder an der Havel (9. Juni)
- Minden (14. Juli)
- Leipzig (18. August)
- Bad Waldsee (8. September)

### Saison 2019
- Duisburg (11. Mai)
- Minden (13. Juli)
- Hannover (3. August)
- Leipzig (17. August)
- Münster (7. September)

### Saison 2020
In der 12. Saison der Ruderbundesliga sollten die fünf Renntage stattfinden in:
- Frankfurt am Main, Main-Arena (23. Mai)
- Münster, Aasee-Arena (20. Juni)
- Hannover, Maschseefest (1. August)
- Leipzig, Clara-Zetkin-Park (22. August)
- Bad Waldsee, Stadtsee (12. September)

Die komplette Serie wurde jedoch vom DRV abgesagt wegen der COVID-19-Pandemie.

### Saison 2021
- Werder (Havel), Havel (12. Juni) – entfallen wegen der COVID-19-Pandemie[11]
- Berlin-Tegel, Tegeler See (17. Juli) – entfallen wegen der COVID-19-Pandemie[11]
- Dortmund, Phoenix-See (7. August)
- Minden, Wasserstraßenkreuz (21. August)
- Münster, Aasee (11. September)

### Saison 2022
In der 13. Saison der Ruderbundesliga traten 27 Achter in der Ruder-Bundesliga an, davon 9 Frauenachter und 18 Männerachter. Die fünf Renntage fanden statt in:
- Kassel, Fulda (18. Juni)
- Berlin-Tegel, Tegeler Hafen (16. Juli)
- Minden, Wasserstraßenkreuz (5. August)
- Krefeld, Elfrather See (3. September)
- Hamburg, Binnenalster (17. September)

### Saison 2023
Die fünf Renntage fanden statt in:
- Bad Segeberg, Großer Segeberger See (17. Juni)
- Kassel, Fulda (1. Juli)
- Mülheim, Ruhr (19. August)
- Münster, Aasee (2. September)
- Hamburg, Binnenalster (16. September)

### Saison 2024
Es fanden sich nur drei Ausrichter:
- Minden, Wasserstraßenkreuz (17. August)
- Rendsburg, Nord-Ostsee-Kanal (während des SH-Netz Cups, 7. September)
- Mülheim, Ruhr (21. September)